# 毛枝柯
毛枝柯（学名：Lithocarpus rhabdostachyus）是壳斗科柯属的植物。分布在越南以及中国大陆的云南、广西等地，生长于海拔900米至1,200米的地区，一般生长在坡地常绿阔叶林中，目前尚未由人工引种栽培。

## 别名
毛枝石栎

## 异名
- Lithocarpus rhabsostachyus (Hick. et A. Camus) A. Camus ssp. dakhaensis A. Camus